# Mariánc
Mariánc (horvátul: Marijanci) falu és község Horvátországban, Eszék-Baranya megyében.

## Fekvése
Eszéktől légvonalban 32, közúton 39 km-re északnyugatra, Alsómiholjáctól légvonalban 14, közúton 16 km-re délkeletre, a Szlavóniai-síkságon fekszik.

## A község települései
A községhez közigazgatásilag Bocskince (Bočkinci), Brezovica, Csamagajevce (Čamagajevci), Cernkovce (Črnkovci), Kunisince (Kunišinci), Mariánc és Marjanski Ivanovci települések tartoznak.

## Története
A település területe már az ókorban lakott volt. A falu közelében az 1. században kelta erődítmény állt. A helyszínen a szakemberek szondázó ásatást végeztek, mely leleteivel megerősítette a kétezer éves kelta erőd létét.
A mai település egykori, Szűz Máriának szentelt templomáról kapta a nevét. Plébániáját és Dénes nevű plébánosát már az 1332 és 1337 között kelt pápai tizedjegyzék is megemlíti. Magának a településnek a neve 1441-ben egy nemesi névben bukkan fel először „Samsonmaryanch” alakban. Később „Mariancz”, „Maryancz” formában is említik. Valpó várának tartozéka volt. A Marótiak voltak a birtokosai, majd kihalásuk után Mátyás király az uradalmat vingárti Geréb Mátyásnak és Péternek adományozta. Feltehetően Valpó elestével egy időben, 1543-ban került török kézre és csak 1687-ben szabadult fel a török uralom alól.
Az 1698-as kamarai összeírásban nem szerepel. A török kiűzése után Boszniából katolikus sokácok vándoroltak be ide. Előbb kamarai birtok, majd a valpói uradalom része lett. 1721. december 31-én III. Károly Hilleprand von Prandau Péter bárónak adományozta. Plébániáját 1746-ban alapították. A plébániatemplomot 1839-ben építették. Az első katonai felmérés térképén „Mariancze” néven található. Lipszky János 1808-ban Budán kiadott repertóriumában „Mariancze” néven szerepel. Nagy Lajos 1829-ben kiadott művében „Mariancze” néven 174 házzal, 1089 katolikus vallású lakossal találjuk.
A 19. században a környező földek megművelésére dunai svábokat és dél-magyarországi magyarokat telepítettek ide. 1857-ben 1112, 1910-ben 1244 lakosa volt. Verőce vármegye Alsómiholjáci járásához tartozott. Az 1910-es népszámlálás adatai szerint lakosságának 80%-a horvát, 12%-a német, 5%-a magyar anyanyelvű volt. Az első világháború után 1918-ban az új szerb-horvát-szlovén állam, majd később (1929-ben) Jugoszlávia része lett. 1991-ben lakosságának 98%-a horvát nemzetiségű volt. 2011-ben a falunak 838, a községnek összesen 2405 lakosa volt.

## Lakossága
| Lakosság változása | Lakosság változása | Lakosság változása | Lakosság változása | Lakosság változása | Lakosság változása | Lakosság változása | Lakosság változása | Lakosság változása | Lakosság változása | Lakosság változása | Lakosság változása | Lakosság változása | Lakosság változása | Lakosság változása | Lakosság változása |
| ------------------ | ------------------ | ------------------ | ------------------ | ------------------ | ------------------ | ------------------ | ------------------ | ------------------ | ------------------ | ------------------ | ------------------ | ------------------ | ------------------ | ------------------ | ------------------ |
| 1857               | 1869               | 1880               | 1890               | 1900               | 1910               | 1921               | 1931               | 1948               | 1953               | 1961               | 1971               | 1981               | 1991               | 2001               | 2011               |
| 1.112              | 1.036              | 1.148              | 984                | 1.303              | 1.244              | 1.253              | 1.235              | 1.291              | 1.276              | 1.204              | 1.130              | 1.016              | 982                | 935                | 838                |

## Gazdaság
A lakosság többsége mezőgazdasággal, állattartással foglalkozik, de sokan dolgoznak a feldolgozóiparban, a kereskedelemben, a vendéglátásban, kézművességben, valamint az olaj- és gázkitermelésben.

## Nevezetességei
Szent Péter és Pál apostolok tiszteletére szentelt római katolikus plébániatemploma egyhajós épület félköríves szentéllyel, a szentély déli falához csatlakozó sekrestyével és a főhomlokzat előtti harangtoronnyal. Alapvetően középkori, de a 19. században két alkalommal is bővítették és újjáépítették, először 1813-ban, majd a század végén. A templomhajó falai és a szentély egy része a gótikus korszakból maradt fenn, a déli homlokzat közepén pedig egy gazdagon profilozott, heraldikai mezőkkel és konzolokkal díszített portál található.

## Kultúra
A KUD „Slavonska vila” Marijanci és Kunišinci kulturális és művészeti egyesülete. Az egyesület szervezésében kerül megrendezésre május utolsó hétvégéjén a „Kolo na čimenu” folklórfesztivál. Szeptember 8-án Kisboldogasszony ünnepén az egyesület nyílt folklórestet tart.

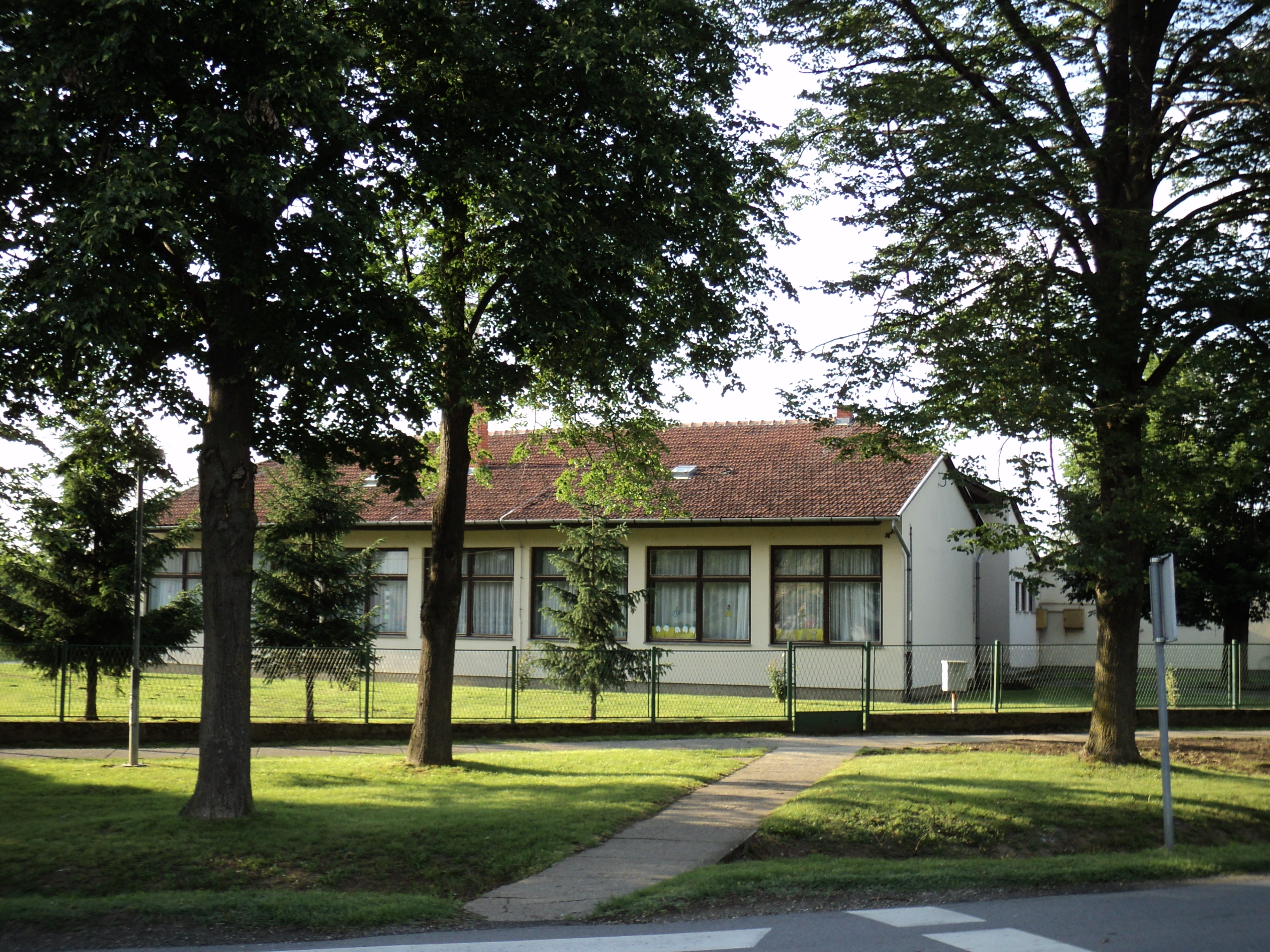
Az általános iskola

## Oktatás
A faluban a magadenovaci „Matija Gubec” általános iskola négyosztályos, alsó tagozatos területi iskolája működik.

## Sport
Az NK Hajduk Marijanci labdarúgócsapata a megyei 2. ligában szerepel.

## Egyesületek
- DVD Marijanci önkéntes tűzoltó egyesület.
- UM Marijanci ifjúsági egyesület.
- A honvédő háború önkénteseinek egyesülete.
- LD „Jelen” Marijanci vadásztársaság.